# 于振发
于振发（1948年—），吉林扶余人，汉族，中华人民共和国政治人物、第十一届全国人民代表大会吉林地区代表。
毕业于民航高级航校飞机驾驶专业，是中共党员。先后担任中国南方航空公司飞行安全技术处处长、珠海航空总经理、中国国际航空公司副总裁、民航总局总工程师。2008年起担任全国人大代表。